# Hasekura Tsunenaga
Det här är en artikel om en person med japanskt personnamn; Hasekura är familjenamnet.
Hasekura Rokuemon Tsunenaga (支倉六右衛門常長), född 1571, död 1622 var en japansk samuraj. Han är känd för att ha lett en diplomatisk resa från Japan till Mexiko och Europa mellan 1613 och 1620. Därmed blev han den första japanska ambassadören i Europa.

## Bakgrund till resan
Bakgrunden till resan var de förbindelser som Japan hade med Spanien. 
Franciskanermunken Luis Sotelo som missionerade i Tokyo lyckades övertala Shogunen om att skicka honom som ambassadör till Mexiko, då kallat Nueva España. 1610 avseglade han till Mexiko på skeppet San Buena Ventura tillsammans med spanska sjömän och 22 japaner. I Mexiko träffade Sotelo vicekungen Luis de Velazco som gick med på att skicka en ambassadör till Japan. 
Den spanska ambassadören till Japan var den berömda upptäckaren Sebastian Vizcaino som även hade i uppdrag att undersöka "Guld och Silveröarna" som ansågs ligga öster om Japan. Han ankom till Japan 1611 och hade många möten med Shogun och olika länsherrar. Mötena var misslyckade som följd av Vizcainos brist på respekt för japanska traditioner, det gryende misstron mot katolsk mission och holländarnas baktalande av spanjorerna. Till slut beslöt sig Vizcaino för att söka efter "Guld och Silveröarna" men han tvingades återvända efter att ha råkat ut för oväder.

## Avfärd
Shogunen beslöt att bygga ett skepp för att föra Vizcaino tillbaka till Nueva España. Date Masamune som var Daimyo av Sendai sattes att leda projektet och han utsåg i sin tur sin trotjänare Hasekura Tsunenaga till att leda uppdraget. Skeppet döptes till Date Maru och kallades San Juan Bautista av spanjorerna. Med på färden var en japansk ambassad och Luis Sotelo.
Målet för den japanska ambassaden var att diskutera handelsöverenskommelser med den spanska kronan i Madrid och att få en audiens hos påven i Rom. Munken Luis Sotelo underströk i sin egen beskrivning att resan skulle bidra till att sprida den kristna tron i norra Japan.
Skeppet avseglade den 28 oktober 1613 med cirka 180 personer ombord varav 40 var spanjorer och portugiser. Japanerna ombord utgjordes av 10 samurajer från Shogun, 12 samurajer från Sendai och 120 andra, handelsmän, tjänare och sjömän.

## Mexiko
Skeppet ankom till Acapulco den 25 januari 1614 där de mottogs under högtidliga former. Efter en tid i Mexiko gick ambassaden ombord på skeppet San José i Veracruz, lämnande större delen av japanerna i Acapulco. Skeppet seglade i en spansk flotta under ledning av Don Antonio Oquendo

## Europa

### Spanien
Flottan med ambassaden ombord ankom till hamnstaden Sanlucar de Barrameda i Spanien den 5 oktober 1614. Den 30 januari 1615 träffade ambassaden den spanska kungen Filip III i Madrid. Hasekura överlämnade ett brev från Date Masamune till kungen och föreslog ett avtal mellan Spanien och Japan, vilket kungen var positiv till. Hasekura lät sig döpas den 17 februari av kungens egen kaplan och hans kristna namn blev Felipe Francisco Hasekura.

### Frankrike
På väg från Spanien till påven i Rom stannade ambassaden till i den franska hamnen Saint Tropez.

### Italien
I november 1615 fick den japanska ambassaden audiens hos påven Paulus V. Ambassaden överlämnade ett praktfullt brev där de uttryckte sina avsikter att teckna ett handelsavtal med Mexiko och sin önskan om att fler missionärer skulle skickas till Japan. Påven var villig att skicka missionärer men överlät beslutet om handelsavtalet på kungen av Spanien, detta nedtecknades i ett dokument ställt till Date Masamune.

## Eftermäle
Asteroiden 11514 Tsunenaga är uppkallad efter honom.